# Jakovits József

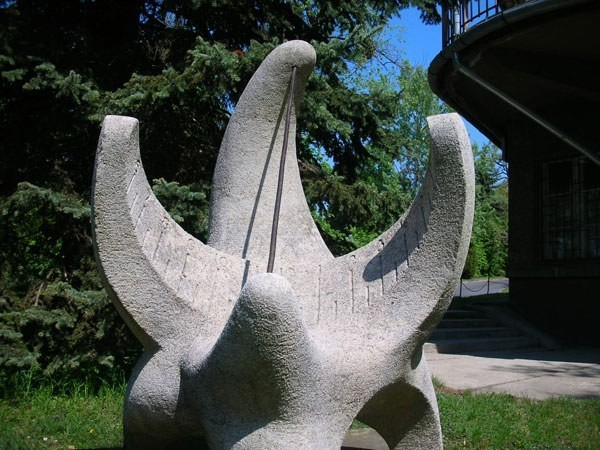
Napóra
Budapest XII. kerülete
Pihenő utca 1.
Korányi Intézet kertjében

Jakovits József (Budapest, 1909. november 1. – Budapest, 1994. szeptember 23.) festő, grafikus, szobrász. A 20. századi modern képzőművészeti irányzatok képviselője. A Széchenyi Irodalmi és Művészeti Akadémia tagja (1993).

## Életpályája
Autodidakta művész volt. A Magyar Királyi Állami Vas-, Acél- és Gépgyárakban dolgozott 1935 és 1944 közt. 1945-ben megismerkedett Vajda Lajos özvegyével, Vajda Júlia festőművésszel, akivel össze is házasodtak, így kapcsolódott be az Európai Iskolába, ahol szobrászattal foglalkozott, s 1948-ban az Európai Iskola XXXVI. kiállítása alkalmából Vajda Júliával közösen állított ki. 1948-ban elvették műtermét az államosítás miatt, ekkor számos szobrát megsemmisítette, 1950-ig nem dolgozhatott. 1950-től az Állami Bábszínház (1950-55), majd a győri Kisfaludy Színház munkatársaként (1955-58) működött. 1951-ben egy kis helyiséget kapott a Bábszínháztól, ahol ismét szobrokat készített. Közben tagja lett a Képzőművészeti Alapnak. 1961-1965 közt elkészítette műkőből Napóra című egyetlen köztéri alkotását, melyet Budapesten a Korányi TBC Gyógyintézet kertjében állítottak fel 1965-ben. (Még négy köztéri szobor tervét készítette el, de azok nem kerültek megvalósításra, így ezeket megsemmisítette a szerző). 1965-1987-ig New Yorkban élt, ott kezdett festeni. Festészeti témáit a Kabbala miszticizmusa és a héber írás kalligráfiája inspirálta. Mindkettővel New Yorkban ismerkedett meg, festészeti alkotásai Amerikában maradtak, azonban kalligrafikus- és miszticizmusra hajló szemléletét szobraiba is átvitte. 1985-ben  megkapta az amerikai állampolgárságot, de 1987-ben hazatelepült, s Budapesten élt haláláig.

## Munkássága
Saját vallomása szerint festők hatottak rá (Vajda Lajos, Max Ernst, Joan Miró, Pablo Picasso), de mindenekelőtt az őskori és a természeti népek művészete, az európai klasszikus kultúrát kihívásnak érezte, de annak hatásaival is megbirkózott, beépítette művészetébe.
Mintegy ujjgyakorlatként születtek első munkái, portrék és zsánerfigurák (Vakoló, 1945, Zsákolók, 1945). Hamarosan a természeti formák áttörésével és absztrahálásával absztrakt szobrokat alkotott (Akt, 1946, Áttört akt, 1946, Bagoly, 1948). Egyidejűleg teljesen elvont kompozíciókat is készített drótból (Hurkolás, 1946, Szálló madarak, 1947), valamint a szerves élet, a növekedés, a kibomlás képzetét felkeltő, szellemükben Hans Arp műveivel rokon szobrokat (Növekedő, Madár, Flower, 1947). Művészetének első periódusa (1945-48) rendkívül termékeny volt, szobrainak közel egyharmada készült ekkor. Műveiben a játékosság és a könnyedség is jelentkezett (Hármas fókák, 1946, Delfinek, 1947), de a tragikus keserűség (Gyermekgyilkosság, 1947) és a groteszk keménység is (Hitler, 1946). Szobrait az aszimmetria és a formák változatos térbeli játéka jellemzi.
1951-től is egy szürreális non-figuratív szobrászat bontakozik ki keze alatt, jellegzetes példája ennek a Sztálini békegalamb c. robusztus kisplasztikája, amely címét megcáfolva a korszellemben uralkodó hatalomtól való félelmet fejezi ki. További öntörvényű szobrai az 1951-65-ig tartó korszakból: Hajóút (1951), Születik a Minotaurosz (1952), Triptichon (1958-60), Test és lélek (1957-1960), Életfa, (1958-60), (Angyal, (1958-1960), Holdlovas, (1959). Mindezekhez formatoposzait használta : maszkok, szarvak, karmok, szárnyak, halfarkok, stb.
Klasszikusok nyomán parafrázisokat készített, köztük Leonardo lovasszobra (Leonardo után, 1948), Arnolfini asszony (Jan van Eyck nyomán, 1955). Pályáját végigkísérték rajzai, kiemelkedik közülük a Forradalmi sorozat I-X. (1956), de készített fotómontázsokat, köztük Montázsok kék alapon I-X., linóleummetszeteket, szitanyomatokat is. Ez utóbbiak közül hat példányt albumban, 70 számozott példányban megjelentetett a Corvina Könyvkiadó 1988-ban.

## Kiállításai (válogatás)[8]

### Egyéni
- 1948 • Jakovits József szobrai és Vajda Júlia képei, Európai iskola XXXVI, Üllői út 11-13., Budapest
- 1973 • Vajda Júlia, Jakovits József, Kelemen Renée kiállítása, Balatonboglári kápolnatárlatok • Jakovits József festményeinek kiállítása, House of Living Judaism, New York
- 1980 • Jakovits József kiállítása, Hatvany Lajos Múzeum, Hatvan
- 1983 • Jakovits József szobrászművész kiállítása, Magyar Nemzeti Galéria, Budapest
- 1988 • Találkozás a művésszel, Magyar Nemzeti Galéria, Budapest
- 1989 • Jakovits József szobrászművész grafikai kiállítása, Erzsébetvárosi Galéria, Budapest • Élő művészet, Jakovits József estje a Műcsarnokban, Budapest
- 1989 • Vagyok, aki vagyok, Fészek Galéria, Budapest
- 1993 • Forradalmi sorozat 1947-1956-1957, Jakovits József akadémiai székfoglaló kiállítása, Balassi Könyvesbolt, Budapest
- 1995 • Bálint Ildikó, Jakovits József és Lukoviczky Endre kiállítása, Műhely Galéria, Szentendre
- 1996 • Jakovits József emlékkiállítása, Ernst Múzeum, Budapest (katalógussal)
- 1998 • Jakovits József • Montázsok, Vintage Galéria, Budapest
- 2002 • Zsidó Múzeum – New York-i festmények
- 2007 • Úton – Szövetségi Kiállítás, 1956-os megemlékezés
- 2009 • JAKI 100. Száz éve született Jakovits József szobrászművész, 2B galéria, Budapest.
- 1998, 1999, 2000, 2001, 2002, 2004. • Ezekben az években Bálint Ildikó Jakovits lakásán a művész életművéből kiállításokat rendezett, de a gyűjtemény bármikor megtekinthető.

### Csoportos
- 1946 • Az elvont művészet I. magyar csoportkiállítása, Képzőművészek Szabadszervezete, Budapest • Magyar Képzőművészetért Mozgalom I. kiállítás, Ernst Múzeum, Budapest
- 1947 • Új világkép, a Galéria a 4 Világtájhoz kiállítása, Misztótfalusi Könyvesbolt • Nemzeti kiállítás, Fővárosi Képtár, Budapest • Az elvont művészet II. csoportkiállítása, Képzőművészek Szabadszervezete, Budapest
- 1948 • 1948. A magyar képzőművészet újabb irányai, Nemzeti Szalon, Budapest • Európai Iskola XXXIII. "Mi magunk", Üllői út 11-13., Budapest • 90 művész kiállítása, Nemzeti Szalon, Budapest
- 1949 • Magyar otthonok, Fővárosi Képtár, Budapest
- 1956 • 7 művész kiállítása, Keresztény Múzeum, Esztergom
- 1957 • Tavaszi Tárlat, Műcsarnok, Budapest
- 1962 • Modern építészet - modern képzőművészet, Építők klubja, Budapest
- 1966 • A magyar fotóművészet 125 éve, Magyar Nemzeti Galéria, Budapest
- 1969 • Szentendrei művészet, Csók Képtár, Székesfehérvár
- 1972 • Hungarian Art, Indiana University Art Museum, Bloomington (USA)
- 1973 • Európai Iskola. A huszadik század magyar művészete, Csók Képtár, Székesfehérvár
- 1975 • Mai magyar művészek, Magyar Nemzeti Galéria, Budapest
- 1976 • Dreams, Myths and Imaginary Landscapes, ML Gallery of Fine Arts, New York • Expozíció. Fotó/művészet, Hatvany Lajos Múzeum, Hatvan
- 1977 • Képek-szobrok 30 év magyar művészetéből, Budapesti Történeti Múzeum, Budapest • Magyar művészet 1945-49. A huszadik század magyar művészete, Csók Képtár, Székesfehérvár
- 1981 • Hungarian Art 1920-1970, Northeastern University Art Gallery, Boston • Az ötvenes évek. A huszadik század magyar művészete, Csók Képtár, Székesfehérvár
- 1982 • A kollázs a magyar művészetben, 1920-1965, Kassák Lajos Emlékmúzeum, Budapest • Kállai Ernő emlékezete, Óbuda Galéria, Budapest • Tisztelet a szülőföldnek. Külföldön élő magyar származású művészek II. kiállítása, Műcsarnok, Budapest
- 1983 • Rottenbiller utca 1., Forradalmi Múzeum, Szombathely
- 1984 • Az (ismeretlen) Európai Iskola, Budapest Galéria, Budapest
- 1987 • A "régi" avantgárd. 8 művész kiállítása Szentendréről, Műhely Galéria, Szentendre
- 1988 • Eredendő formák II., Fészek Galéria, Budapest
- 1989 • Más-kép, Ernst Múzeum, Budapest
- 1990 • VIII. Nemzetközi Kisplasztikai Triennálé, Műcsarnok, Budapest
- 1991 • Hatvanas évek. Új törekvések a magyar képzőművészetben, Magyar Nemzeti Galéria, Budapest
- 1992 • Montázs, Szent István Király Múzeum, Székesfehérvár
- 1994 • Kisszobor '94, Vigadó Galéria, Budapest
- 1995 • Új szerzemények, Fővárosi Képtár, Budapest
- 1996 • Az én múzeumom. Válogatás a Vass-gyűjteményből, Ernst Múzeum, Budapest
- 1999 • Válogatás a Levendel-gyűjteményből, Fővárosi Képtár, Budapest.

## Művei közgyűjteményekben (válogatás)
- Fővárosi Képtár, Budapest
- Janus Pannonius Múzeum, Pécs
- Kassák Lajos Emlékmúzeum, Budapest
- Magyar Nemzeti Galéria, Budapest
- Szombathelyi Képtár, Szombathely

## Díjak, elismerések
- Kiváló művész (1990)